# 若宮神社 (八代市)
若宮神社（わかみやじんじゃ）は、熊本県八代市東陽町南に鎮座する神社である。旧社格は郷社。

## 由緒
八代郡史によれば、天正年間（1573年 - 1592年）、阿蘇の分胤大里土佐守が当地に居住した際、健磐龍命と姫御子明神の2神を肥後国種山郷赤山に奉斎し若宮神社と称した。そして宝暦3年（1753年）、赤山より現在地に遷宮し、種山郷の氏神としたという。
また、御神体背面には寛永3年（1626年）の記録がある。
境内には、明応9年（1500年）銘の六地蔵塔が建つ。参道途中の石灯籠は、種山石工橋本勘五郎作で嘉永4年（1851年）に奉納されたものという。明治5年（1872年）、郷社に列した。

## 御祭神
- 健磐龍命
- 姫御子明神

## 例祭日
- 例祭 - 7月25日
- 秋季祭 - 10月9日